# Alfred Weigert
Alfred Weigert (ur. 13 listopada 1927 w Łobzie, zm. 13 grudnia 1992 w Hamburgu) – niemiecki profesor, astronom i astrofizyk, wykładowca akademicki i autor podręczników akademickich i książek naukowych.

## Życiorys
Studia na uniwersytecie w Halle i Jenie, gdzie uzyskał stopień doktora, habilitacja na uniwersytecie w Getyndze, a tytuł profesora uzyskał na uniwersytecie w Hamburgu. Od roku 1991 członek Niemieckiej Akademii Przyrodników Leopoldina
Karierę naukową rozpoczynał w NRD, ale w roku 1961, w dniu rozpoczęcia budowy Muru berlińskiego wyjechał do Monachium w RFN, do Instytutu Astrofizycznego Maxa Plancka i do NRD już nigdy nie wrócił.

## Kariera naukowa i inne
- 1947 - studia zawodowe z budowy maszyn oraz matematyka i fizyka na uniwersytecie w Halle
- studia, astronomia na uniwersytecie w Halle i Jenie i praca naukowa
- 1957 - doktorat z astronomii na uniwersytecie w Jenie pod kierunkiem  Hermanna Lambrechta, praca Kernaufbau und Halobildung bei Kometen
- 1966 - habilitacja na uniwersytecie w Getyndze
- 1969 - profesor uniwersytetu w Hamburgu
- 1983 - uczestnik obchodów 150 lat obserwatorium w Hamburgu[5]
- 1987 − wspólnie z Klausem Klingerem opracował projekt kolejki magnetycznej łączącej lotnisko z centrum Hamburga[6]
- 1991 - członek Leopoldiny

## Publikacje książkowe
Publikacje książkowe i wznowienia
- Alfred Weigert, Rudolf Kippenhahn: Stellar structure and evolution, Springer 1990.
- Alfred Weigert, Helmut Zimmermann: Lexikon der Astronomie, Spektrum Akademischer Verlag 1999 (zuerst Edition Leipzig und Hanau: Dausien 1960, Neuauflagen mit J. Gürtler).
- Alfred Weigert, Heinrich Johannes Wendker, Lutz Wisotzki: Astronomie und Astrophysik: Ein Grundkurs, Wiley-VCH, 5. Auflage 2009.